# Trottiscliffe
Trottiscliffe is een civil parish in het bestuurlijke gebied Tonbridge and Malling, in het Engelse graafschap Kent.

## Foto's

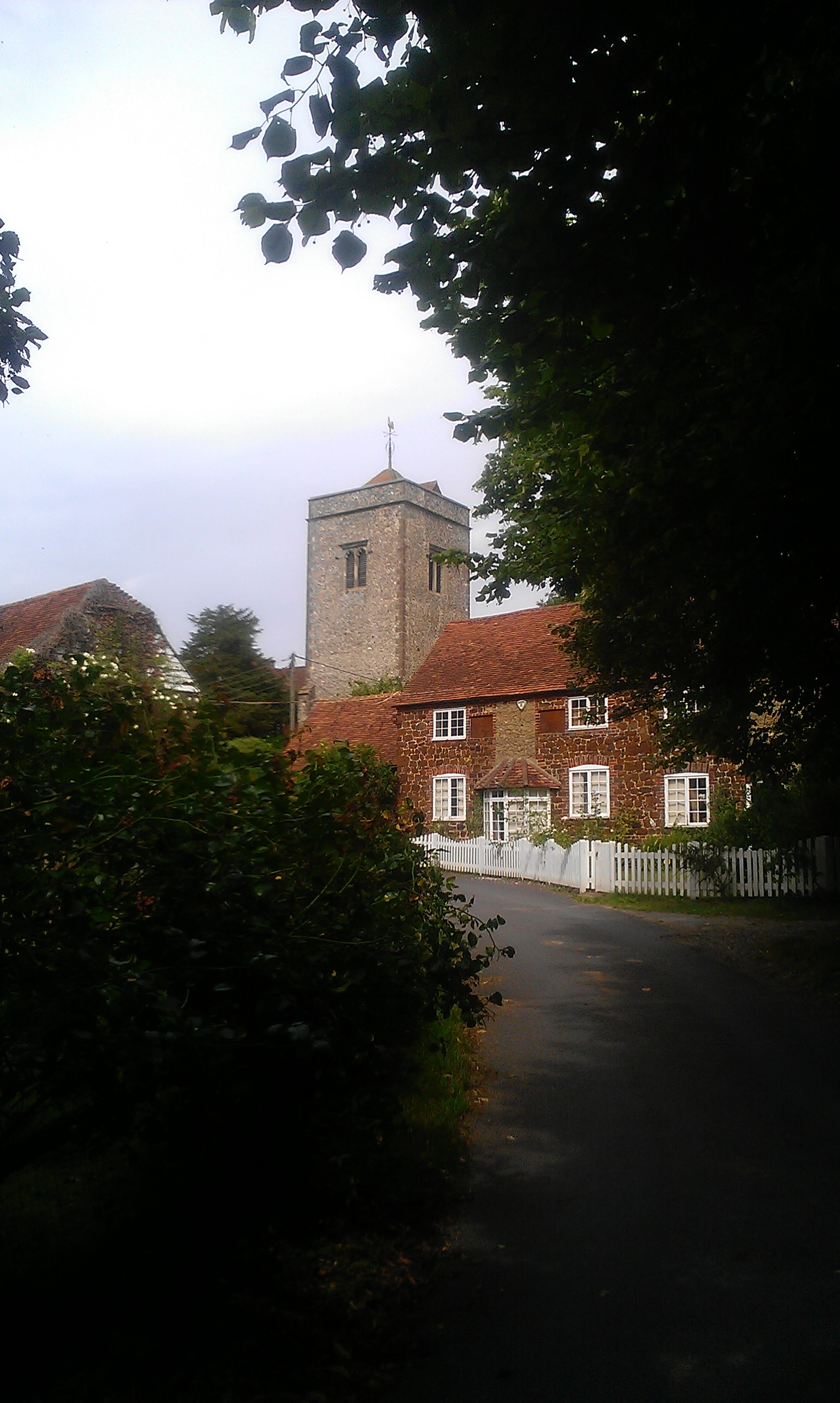
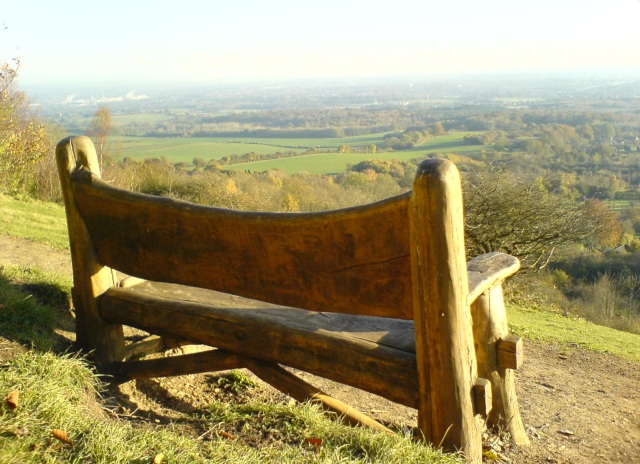
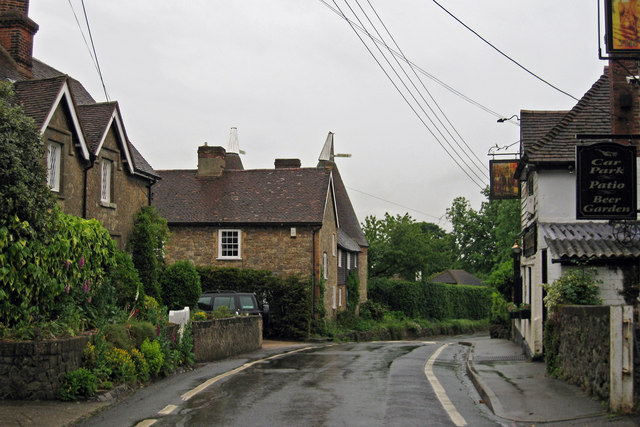